# Comuna Pișceane, Reșetîlivka
Pișceane (în ucraineană Піщане) este o comună în raionul Reșetîlivka, regiunea Poltava, Ucraina, formată din satele Pișceane (reședința) și Slavkî.

## Demografie
Componența lingvistică a comunei Pișceane
     Ucraineană (96,81%)
     Rusă (2,3%)
     Alte limbi (0,27%)
Conform recensământului din 2001, majoritatea populației comunei Pișceane era vorbitoare de ucraineană (96,81%), existând în minoritate și vorbitori de rusă (2,3%).